# Hampton Sides

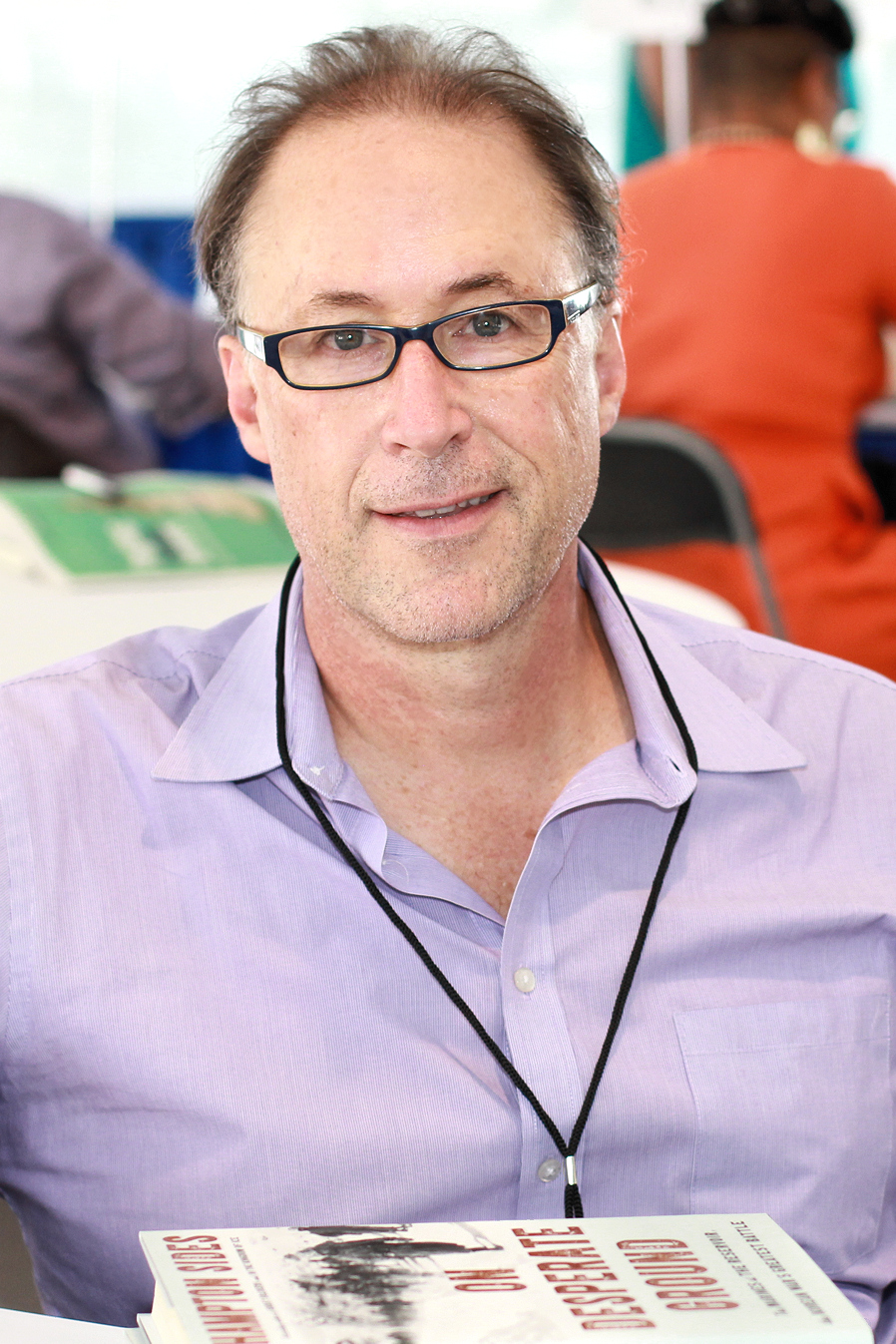
Hampton Sides

Hampton Sides (* 1962 in Memphis, Tennessee) ist ein US-amerikanischer Historiker, Autor und Journalist.

## Leben
Sides schloss sein Geschichtsstudium an der Yale University mit einem B.A. ab. In der Vergangenheit hat er Gastvorlesungen in den verschiedensten Institutionen gehalten, so zum Beispiel an der Columbia University in New York City, in Yale, der Stanford University in Stanford, Kalifornien, am Colorado College, an der Southern Methodist University in Dallas, Texas und am National World War II Museum in New Orleans, Louisiana.
Neben seiner Tätigkeit als Autor von Büchern mit Themen aus der Geschichte und von Sachbüchern ist Sides Berichterstatter der Zeitschrift Outside und schreibt für das National Geographic Magazine, The New Yorker, Esquire, Men’s Journal sowie die Tageszeitung The Washington Post.
Sides lebt mit seiner Frau, die auch Journalistin ist und früher für das National Public Radio (NPR) arbeitete, und seinen drei Söhnen in Santa Fe in New Mexico.

## Ehrungen und Auszeichnungen
Sides war Stipendiat verschiedener Institutionen, so
- in Yaddo im New York State,
- in der MacDowell Colony in New Hampshire,
- der Japan Society und auch
- Edwards Media Fellow in Stanford.

## Veröffentlichungen
- 1992: Stomping Grounds: A Pilgrim’s Progress Through Eight American Subcultures.
- 2001: Ghost Soldiers: The Epic Account of World War II’s Greatest Rescue Mission.
  - 2002: deutsch: Das Geisterkommando. 1945 im Dschungel Asien: Die Geschichte einer hochdramatischen Rettungsaktion. Goldmann, München ISBN 3-442-15189-9.
- 2004: Americana: Dispatches from the New Frontier. Anchor Books, New York City, USA, ISBN 1-4000-3355-1.
- 2006: Blood and Thunder: An Epic of the American West.
- 2010: Hellhound on His Trail: The Stalking of Martin Luther King Jr. and the International Hunt for His Assassin.
- 2015: In the Kingdom of Ice: The Grand and terrible Polar Voyage of the USS Jeannette
  - 2017: deutsch: Die Polarfahrt. Von einer unwiderstehlichen Sehnsucht, einem grandiosen Plan und seinem dramatischen Ende im Eis. mareverlag, Hamburg, ISBN 978-3-86648-243-2.
- The Wide Wide Sea: Imperial Ambition, First Contact and the Fateful Final Voyage of Captain James Cook. Doubleday, New York 2024, ISBN 978-0-385-54476-4.